# The Mystery of Carter Breene
The Mystery of Carter Breene è un cortometraggio muto del 1915 diretto da Robert B. Broadwell.

## Produzione
Il film fu prodotto dalla Centaur Film Company.

## Distribuzione
Distribuito dalla Mutual Film il film - un cortometraggio in tre bobine - uscì nelle sale cinematografiche USA il 25 dicembre 1915.